# Берналь, Эган
Эган Арлей Берналь Гомес (исп. Egan Arley Bernal Gómez; род. 13 января 1997 в Сипакире, Колумбия) — колумбийский профессиональный шоссейный велогонщик, выступающий c 2018 года за команду мирового тура «Ineos Grenadiers». Чемпион Колумбии 2018 года в индивидуальной гонке.
Стал первым колумбийцем и южноамериканцем, выигравшим Тур де Франс в 2019 году. Кроме того, выиграв престижную многодневку в возрасте 22 лет, Берналь стал самым молодым победителем «Большой петли» за последние сто лет — предыдущим рекордсменом был Анри Корне, выигравший Тур в возрасте 19 лет в 1904 году. В целом в списке самых молодых победителей Тура Эган занимает третье место. Победитель Джиро д’Италия 2021.

## Достижения

### Шоссе
2016
1-й  Тур Бихора
1-й  Молодёжная классификация
1-й — Этап 1
1-й  Молодёжная классификация Тур Альп
1-й  Молодёжная классификация Неделя Коппи и Бартали
1-й  Молодёжная классификация Тур Словении
2017
1-й  Тур Сибиу
1-й  Очковая классификация
1-й  Молодёжная классификация
1-й — Этапы 2 и 3
1-й  Тур Савои-Монблана
1-й  Очковая классификация
1-й  Молодёжная классификация
1-й — Этапы 2 и 4 (ИГ)
1-й  Тур де л’Авенир
1-й — Этапы 7 и 8
2-й Джиро дель Аппеннино
3-й Мемориал Марко Пантани
1-й  Молодёжная классификация Неделя Коппи и Бартали
1-й  Молодёжная классификация Джиро ди Тоскана
1-й  Молодёжная классификация Тур Альп
1-й  Молодёжная классификация Вуэльта Сан-Хуана
2018
1-й  Чемпионат Колумбии в индивид. гонке
1-й  Тур Калифорнии
1-й  Молодёжная классификация
1-й — Этапы 2 и 6
1-й  Колумбия Оро и Пас
1-й  Горная классификация
1-й  Молодёжная классификация
2-й Тур Романдии
1-й  Молодёжная классификация
1-й — Этап 3 (ИГ)
6-й Тур Даун Андер
1-й  Молодёжная классификация
2019
Тур де Франс
1-й  Генеральная классификация
1-й  Молодёжная классификация
Париж — Ницца
1-й  Генеральная классификация
1-й  Молодёжная классификация
Гран Пьемонте
3-й Чемпионат Колумбии в индивид. гонке
3-й Вуэльта Каталонии
4-й Тур Колумбии
2021
Джиро д’Италия
1-й  Генеральная классификация
1-й  Молодёжная классификация

### Маунтинбайк
2014
2-й  Кросс-кантри, Чемпионат мира U19
3-й  Кросс-кантри, Чемпионат Америки U19
2015
1-й  Кросс-кантри, Чемпионат Америки U19
3-й  Кросс-кантри, Чемпионат мира U19

## Статистика выступления на Гранд-турах
| Гонка / Год     | 2017 | 2018 | 2019 | 2020 | 2021 | 2022 |
| --------------- | ---- | ---- | ---- | ---- | ---- | ---- |
| Джиро д’Италия  | —    | —    | —    | —    | 1    | —    |
| Тур де Франс    | —    | 15   | 1    | НФ   | —    | —    |
| Вуэльта Испании | —    | —    | —    | —    | 6    |      |

| —  | Не участвовал  |
| НФ | Не финишировал |